# Banque de Tunisie
Die Banque de Tunisie S.A. (arabisch: البنك التونسي) ist eine tunesische Bank mit Sitz in Tunis. Die Bankengruppe ist in 5 Tätigkeitsbereichen organisiert:
- Privatkundengeschäft;
- Finanz- und Investmentbanking;
- Versicherungen;
- Vermögensverwaltung;
- Börsenmaklergeschäft.

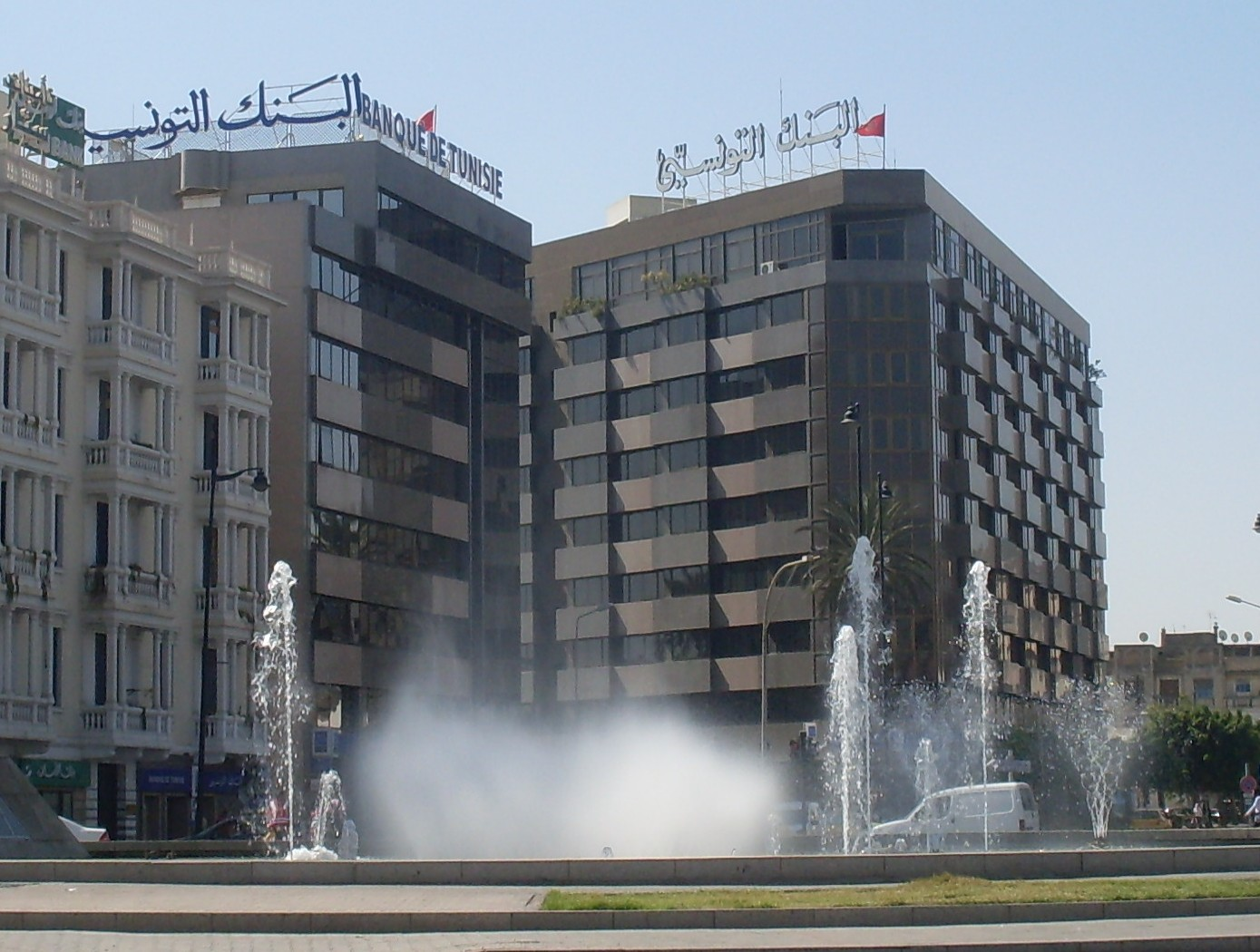
Zentrale der Banque de Tunisie in Tunis

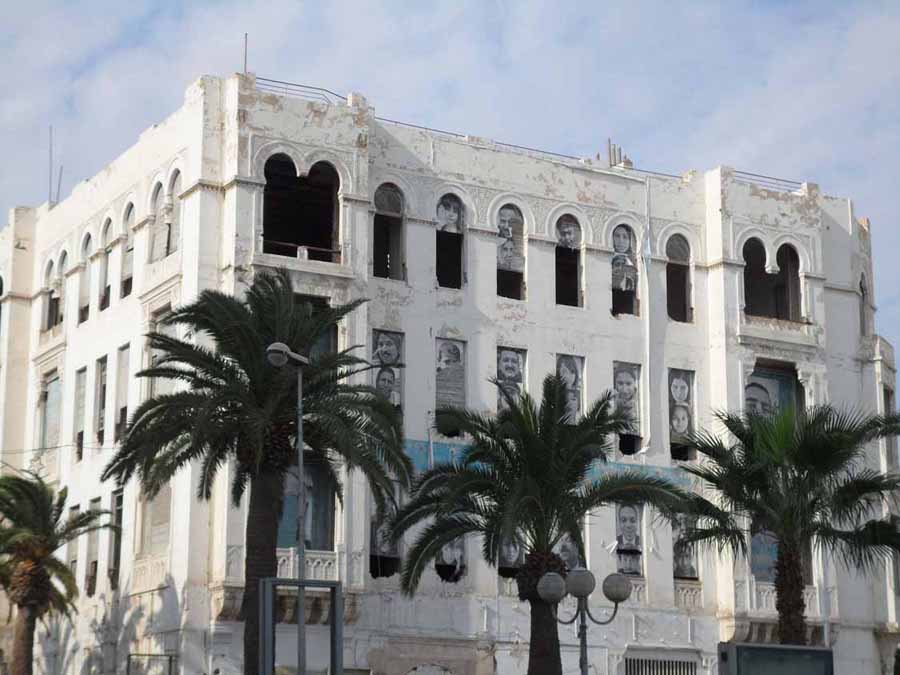
Ehemalige Filiale der Banque de Tunisie in Sfax

Die Produkte und Dienstleistungen werden über ein Netz von 126 Filialen in Tunesien vertrieben. Sie ist eine der ältesten Banken Afrikas.
Die Aktien sind an der Bourse de Tunis notiert und Teil des Tunindex.

## Geschichte
Die Banque de Tunisie wurde am 23. September 1884 von der Banque Transatlantique gegründet, die drei Jahre nach der Gründung des französischen Protektorats Tunesien ihr bestehendes Tunis-Büro in eine vollwertige lokale Bank umwandelte.
In Erwartung des Bau der Häfen von Sousse und Sfax gründete sie dort 1890 zwei Agenturen. Sie finanzierte das Casino und die 1894 eingeweihte Thermalanlage Hammam-Lif, ferner die Ausstattung der Häfen mit Getreidesilos, Öltanks, Lagerhäusern u. a. und beteiligte sich 1903 an der Gründung der Compagnie des eaux du Sahel.
Ihre Hoffnung, von der französischen Regierung das ausschließliche Recht zur Ausgabe von Banknoten im Protektorat zu erhalten, zerschlug sich. Dieses wurde 1904 der Banque de l'Algérie gewährt.
Jahr 1911 beteiligte sich die Banque de Tunisie zusammen mit der Banque Transatlantique an der Gründung der Banque Commerciale du Maroc mit Sitz in Paris und Hauptbüro in Casablanca. 1941 wurde sie zusammen mit der Banque Transatlantique vom Crédit Industriel et Commercial (CIC) übernommen, der sich die antijüdische Gesetzgebung von Vichy zunutze machte. Die leitenden jüdischen Mitarbeiter wurden entlassen. 1948 übernahm sie die Tunis-Filiale der Banque italo-française de crédit und leitete 1951 die Liquidation der in Tunis ansässigen Banca Italiana di Credito, die beide hauptsächlich italienisch-tunesische Kunden hatten, ein.
Zum Zeitpunkt der Unabhängigkeit Tunesiens im Jahr 1956 stimmte der CIC zu, den Großteil seiner 70-prozentigen Kapitalbeteiligung an der Banque de Tunisie an die Regierung des Landes zu übertragen. Zu dieser Zeit waren die meisten Mitarbeiter der Bank Juden, ebenso wie etwa ein Drittel ihrer Einleger. 1963 übernahm die Banque de Tunisie die Filialen der Société Générale in Tunis und Sfax gegen einen Anteil von 17,5 %. Andere europäische und amerikanische Banken erwarben anschließend Minderheitsanteile an der Banque de Tunisie. 1968 erwarb sie den ehemaligen tunesischen Zweig der französischen Compagnie Algérienne. 1977 erlangten tunesische Aktionäre wieder die Mehrheit am Kapital der Bank. Ende der 2000er Jahre besaßen tunesische Aktionäre zusammen etwa drei Viertel des Eigenkapitals der Bank, und Crédit Mutuel (der die CIC 1998 übernommen hatte) besaß 20 %. Zu dieser Zeit hatte die Bank die größte Marktkapitalisierung aller börsennotierten tunesischen Unternehmen. Ende 2012 erhöhte Crédit Mutuel seinen Anteil auf 33 %, indem er die Anteile erwarb, die zuvor der Familie Trabelsi gehörten.